# Giuseppe Incorpora

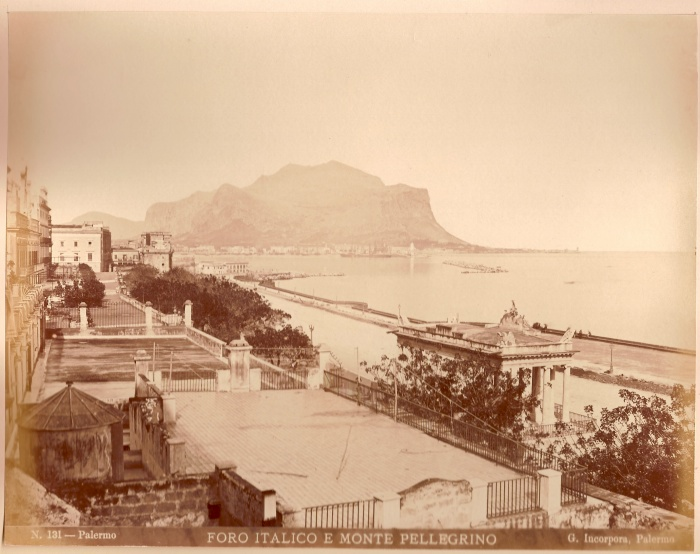
Foro italico a Monte Pellegrino, Palermo

Giuseppe Incorpora (18. září 1834 Palermo – 1914) byl přední italský fotograf působící hlavně v 19. století. Za vlády italského krále Umberta I. Dobrého získal titul Fotograf královského domu. Věnoval se portrétní fotografii, fotografii architektury a krajiny. Řadí se mezi významné fotografy druhé poloviny 19. století jako například Luigi Sacchi, Calvert Richard Jones, Firmin Eugène Le Dien, Gustave Le Gray, George Wilson Bridges nebo Giorgio Sommer.

## Životopis
Svou kariéru započal v roce 1856 jako velmi mladý, bylo mu tehdy 22 let. Spolupracoval s Eugeniem Interguglielmim a tito dva muži se stali jedněmi z prvních fotografů v hlavním městě Sicílie. Za svou práci získali celou řadu medailí a ocenění, včetně ceny na výstavě v Palermu 1891–1892.
Incorpora portrétoval například osobnosti jako byli Giuseppe Garibaldi, samozřejmě Umberto I. a italská královna Margherita di Savoia. V jeho práci pokračoval jeho syn Francesco a pak i jeho vnuci.

## Galerie

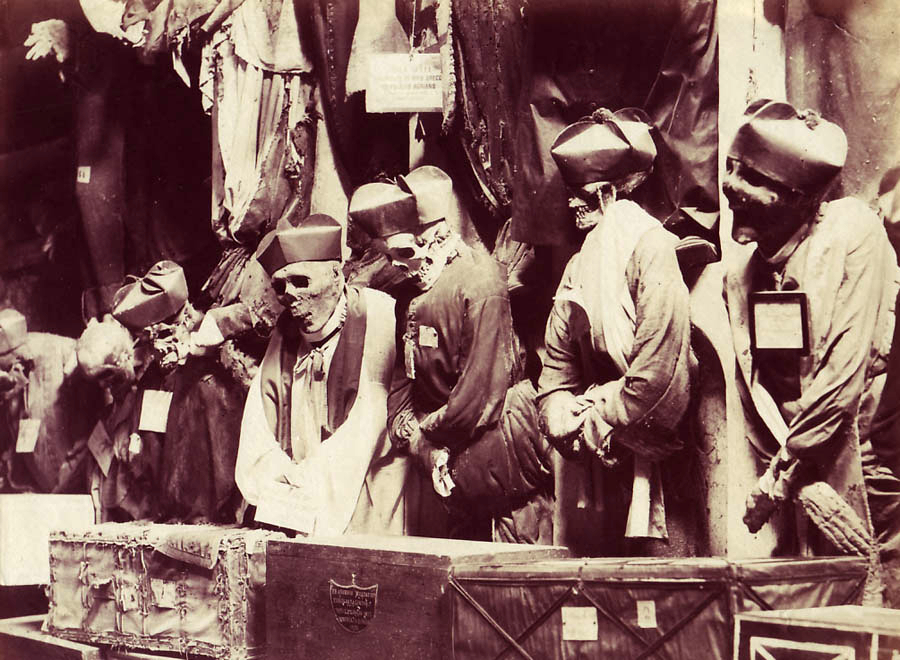
Kapucínské katakomby, Palermo
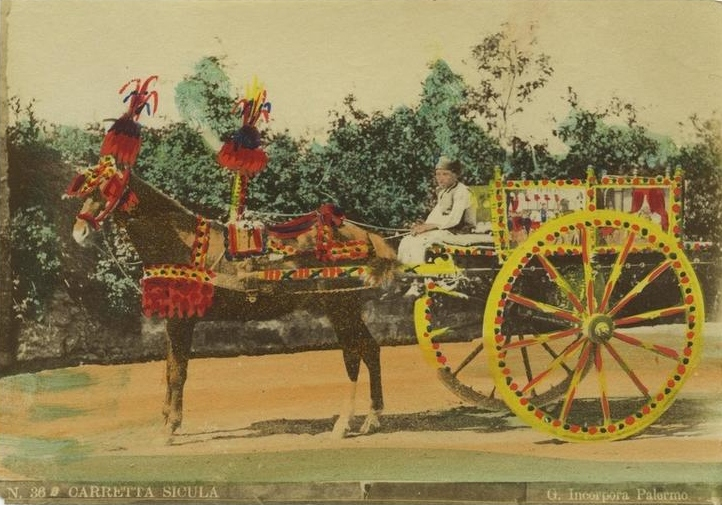
Sicilský kočár, ručně kolorovaná fotografie
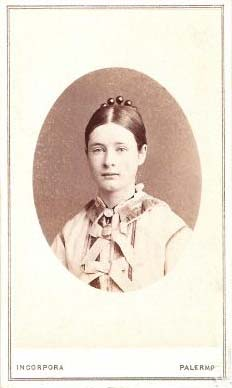
Portrét mladé ženy
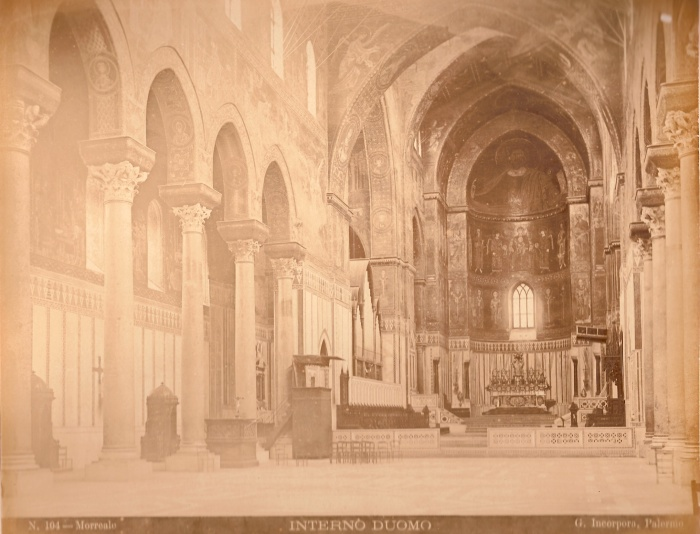
Katedrála Monreale
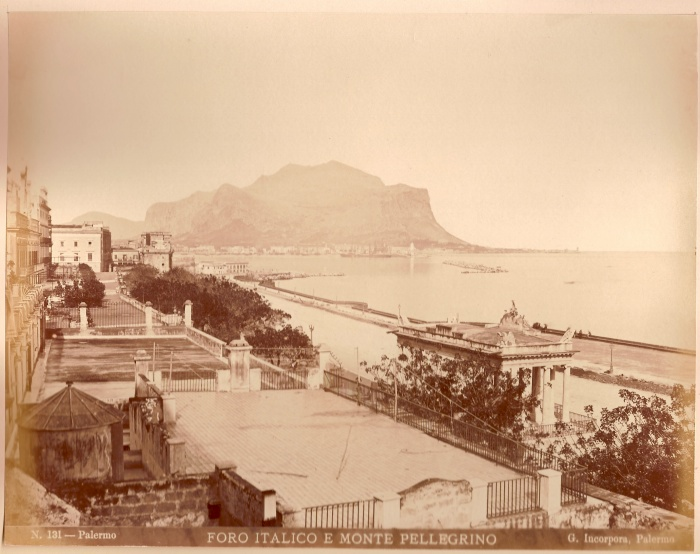
Il monte Pellegrino a foro italico v Palermu
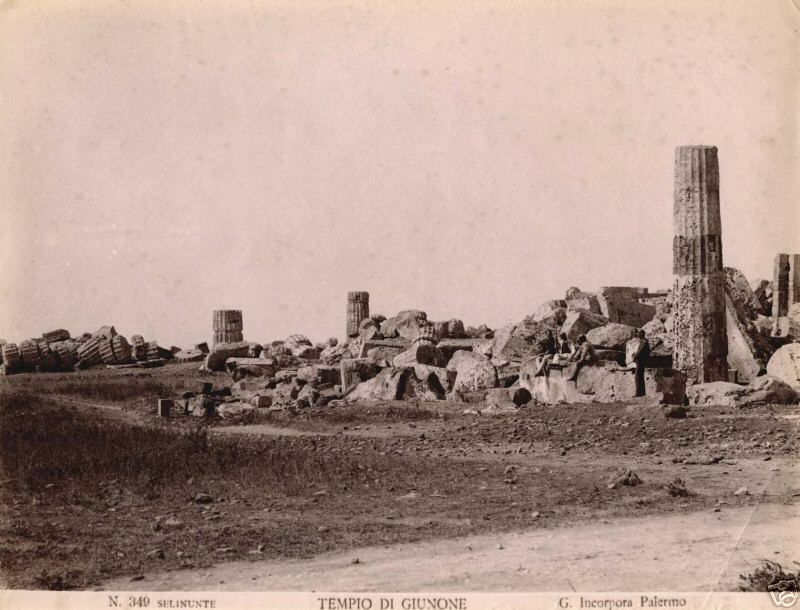
Tempio di Giunone a Selinunte
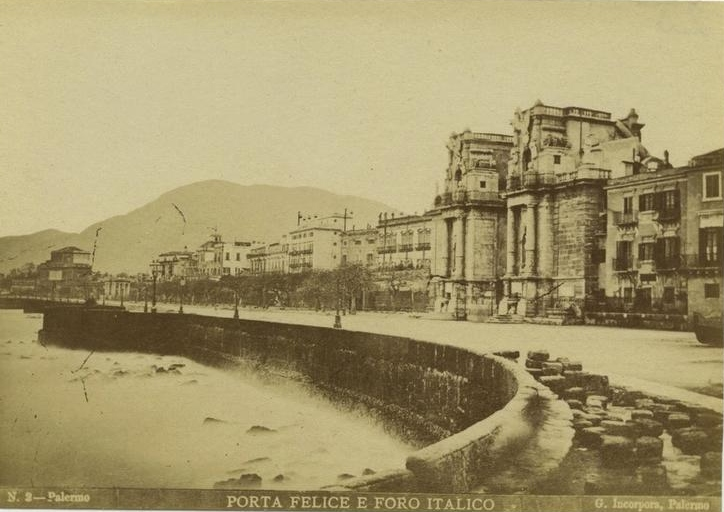
Porta Felice a Foro italico v Palermu